# Wapen van Buiksloot

Het wapen van de voormalige gemeente Buiksloot

Het wapen van Buiksloot is een van de Waterlandse wapens waarop de Waterlandse zwaan is afgebeeld. De Noord-Hollandse gemeente Buiksloot gebruikte het wapen officieel van 26 juni 1816 tot de inlijving bij de gemeente Amsterdam in 1921. Dit wapen is gelijk aan dat van de Unie van Waterland. Deze unie bestond uit de dorpen  Broek in Waterland, Ransdorp, Landsmeer,Schellingwoude, Zuiderwoude en Zunderdorp. Buiksloot viel toen nog onder het recht van Schellingwoude. 

## Blazoenering
De beschrijving van het laatstgevoerde wapen luidde als volgt:
Een schild van keel, beladen met een zwaan van zilver, houdende in zijn regterpoot de eendrachtspijlen van goud.
Het schild is rood met daarop een staande geheel zilveren (witte) zwaan. In de rechterpoot houdt de zwaan een bundel van negen gouden pijlen. Om de hals van de zwaan een gouden halsband. Niet vermeld is dat de zwaan op een groene grond staat. 

## Vroeger wapen

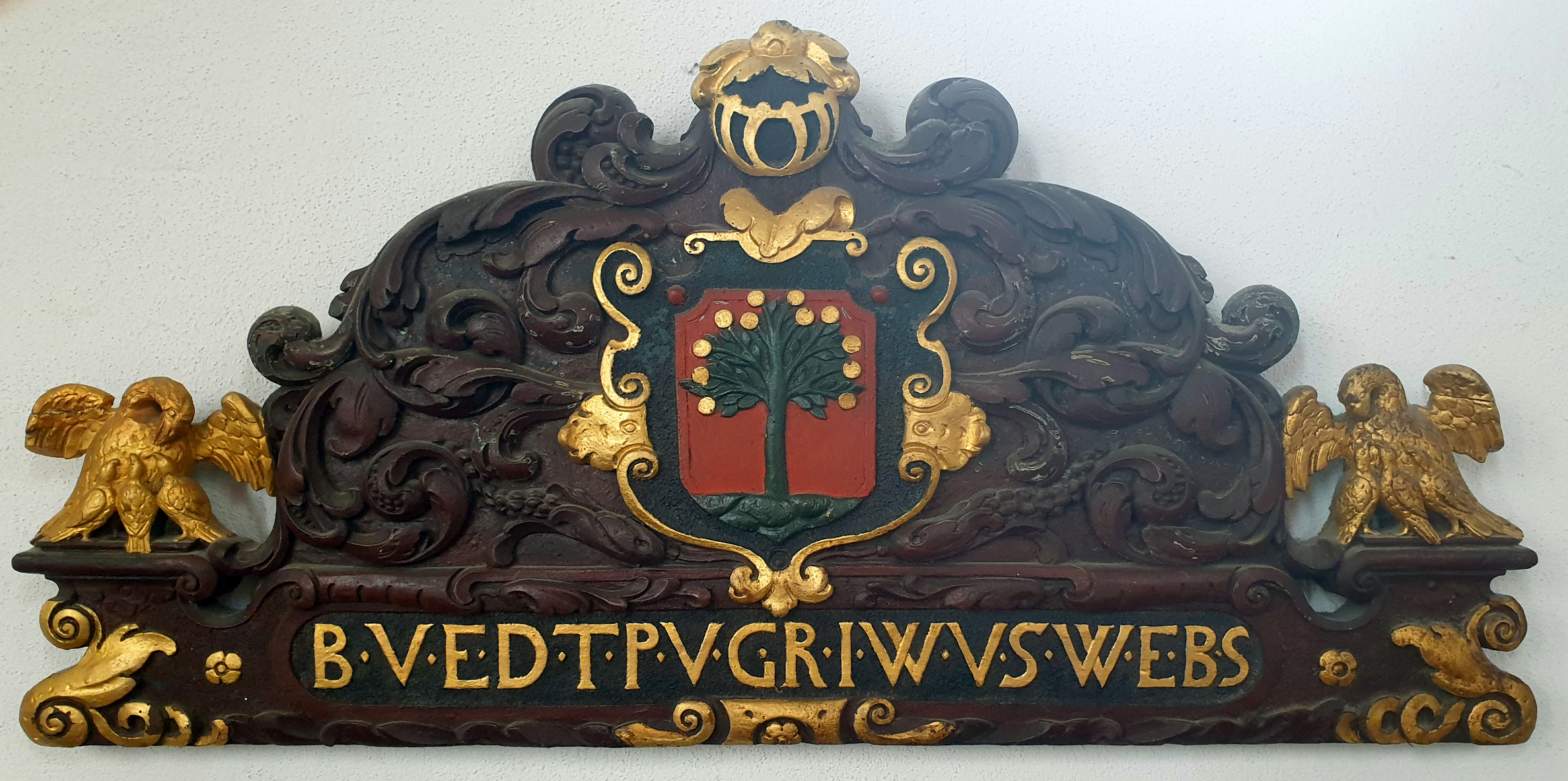
Het oude wapen van Buiksloot

In de gevel van de Buiksloterkerk bevindt zich een gevelsteen met een ander wapen van Buiksloot, dat gevoerd werd tot 1814. Tot die tijd behoorde Buiksloot tot de banne van Schellingwoude en voerde het dorp het wapen van Schellingwoude. Binnen in de Buiksloterkerk wordt hiernaar verwezen met de raadselachtige letters BVEDTPVGRIWVSWEBS. Die staan voor de volgende spreuk: 
Boompje Van Essen Douwe
Twaalf Penningen Van Gouwe
Rood Is 't Wapen Van SchellingWouwe
En BuijckSloot

## Vergelijkbare wapens
De volgende wapens hebben eveneens de Waterlandse zwaan op het schild staan:

Het wapen van Buiksloot
Het wapen van Broek in Waterland
Het wapen van Landsmeer
Het wapen van Nieuwendam
Het wapen van Ransdorp
Het wapen van de gemeente Waterland
Het wapen van het Dijkbestuur van Waterland
Het wapen van het waterschap De Waterlanden

Abbekerk
· Akersloot
· Andijk
· Ankeveen
· Anna Paulowna
· Assendelft
· Avenhorn
· Barsingerhorn
· Beemster
· Beets
· Bennebroek
· Berkenrode
· Berkhout
· Bijlmermeer
· Blokker
· Bovenkarspel
· Broek in Waterland
· Broek op Langedijk
· Buiksloot
· Bussum
· Callantsoog
· De Rijp
· Egmond
· Egmond aan Zee
· Egmond-Binnen
· Graft
·  Graft-De Rijp
· 's-Graveland
· Groet
· Grootebroek
· Grosthuizen
· Haarlemmerliede
· Haarlemmerliede en Spaarnwoude
· Harenkarspel
· Heerhugowaard
· Hensbroek
· Hoogkarspel
· Hoogwoud
· Ilpendam
· Jisp
· Kalslagen
· Katwoude
· Koedijk
· Koog aan de Zaan
· Kortenhoef
· Krommenie
· Kwadijk
· Langedijk
· Leimuiden
· Limmen
· Marken
· Middelie
· Midwoud
· Monnickendam
· Muiden
· Naarden
· Nederhorst den Berg
· Nibbixwoud
· Niedorp
· Nieuwe Niedorp
· Nieuwendam
· Nieuwer-Amstel
· Noord-Scharwoude
· Noorder-Koggenland
· Obdam
· Oosthuizen
· Opperdoes
· Oterleek
· Oude Niedorp
· Oudendijk
· Oudkarspel
· Oudorp
· Petten
· Ransdorp
· Schardam
· Scharwoude
· Schellingwoude
· Schellinkhout
· Schermer
· Schermerhorn
· Schoorl
· Schoten
· Sijbekarspel
· Sint Maarten
· Sint Pancras
· Sloten
· Spaarndam
· Spaarnwoude
· Spanbroek
· Twisk
· Urk
· Ursem
· Veenhuizen
· Venhuizen
· Warder
· Warmenhuizen
· Waverveen
· Weesp
· Weesperkarspel
· Wervershoof
· Wester-Koggenland
· Westwoud
· Westzaan
· Wieringen
· Wieringermeer
· Wieringerwaard
· Wijdenes
. Wijdewormer
. Wijk aan Zee en Duin
· Wimmenum
· Winkel
· Wognum
· Wormer
· Wormerveer
· Zaandam
· Zaandijk
· Zeevang
· Zijpe
· Zuid-Scharwoude
· Zuid- en Noord-Schermer
· Zwaag

Dorpswapens:
Hauwert
· Volendam
· Zwaagdijk-West
1. ↑  Nederlandse Volksverhalenbank | Het raadsel van Buiksloot. www.verhalenbank.nl. Geraadpleegd op 2 oktober 2021.